# Durkó Mátyás
Durkó Mátyás (Békés, 1926. január 27. – Debrecen, 2005. március 18.) magyar irodalomtörténész, neveléstudós, andragógus, egyetemi tanár. A neveléstudományok kandidátusa (1967).

## Életpályája
Békésen, a helyi református elemi iskolában kezdte tanulmányait 1932-ben. A középiskolát is itt, a református Szegedi Kis István Gimnáziumban végezte el. 1944-ben érettségizett. 1944. őszén levente-munkatáborba került. Németországba akarták vinni, de Kaposváron megszökött. 1945–1950 között a Debreceni Tudományegyetem Bölcészettudományi Kar magyar-francia szakos hallgatója volt. Itt Karácsony Sándor, Bárczi Géza, Lükő Gábor, Juhász Géza, Hankiss János, Barta János, Jausz Béla, Kelemen László és Gunda Béla oktatták. 1948–1950 között a Ságvári Főiskola Népi Kollégium igazgatója volt. 1950–1954 között a Kossuth Lajos Tudományegyetem magyar irodalomtörténeti tanszékének tanársegéde volt. 1951–1952 között a Magyar Irodalomtörténeti Társaság Kelet-magyarországi Csoportjának szervező titkára és megyei összekötője, az irodalmi népszerűsítő előadások szervezője volt. 1952–1954 között a Magyar Írók Szövetsége Debreceni Csoportjának titkári teendőit látta el. 1953–1955 között részt vett az Alföld folyóirat szerkesztőbizottsági munkájában. 1954–1957 között az Alföldi Magvető Könyvkiadó vezetője volt. 1955–1971 között a pedagógiai tanszéken tanársegéd, adjunktus, docens volt. 1956-tól a népművelési szakképzés vezetője volt. 1971–1984 között a Kossuth Lajos Tudományegyetem Felnőttnevelési és Közművelődési Tanszék vezetője volt. 1974–1975 között a Magyar Tudományos Akadémia Pedagógiai Kutatócsoport tudományos főmunkatársa volt. 1975–1980 között tudományos dékánhelyettes volt. 1978–1984 között egyetemi tanár volt. 1984-ben nyugdíjba vonult.

## Családja
Szülei: Durkó Mátyás (?-1947) és Nagy Anna voltak. 1950-ben házasságot kötött Bálint Edittel (1930-). Egy lányuk született: Edit (1951-).
A Debreceni temetőben nyugszik.

## Művei
- Jutalmazás és büntetés a szocialista fegyelem megteremtésében (Borbély Andrással, 1957)
- Bevezetés a művelődéselméletbe (1961)
- Felnőttnevelés és népművelés (1968)
- Népműveléselmélet (Pozsony, 1968)
- A felnőttoktatás és a vezetőtovábbképzés egyes pszichológiai és pedagógiai kérdései (1970)
- A felnőttkor sajátosságai (Debrecen, 1970)
- Az iskola és a közművelődés (népművelés) kapcsolata (Rubovszky Kálmánnal, Nyíregyháza, 1973)
- A szépirodalmi művek recepciójának szintje és fő típusai felnőtteknél (Debrecen, 1974)
- Olvasás, megértés (1976)
- A felnőttek szépirodalmi műelemző készségének állapota és fejleszthetősége (Debrecen, 1977)
- A permanens művelődés és felnőttnevelés rendszertani és funkcionális kérdései (Debrecen, 1980)
- Olvasásmegértés, művelődési motiváció nagyvárosi tanuló és nem-tanuló felnőtteknél (Harangi B. Lászlóval, Debrecen, 1980)
- Olvasásmegértés, művelődési motíváció, szabadidőfelhasználás I–II. (Harangi B. Lászlóval, 1984)
- Felnőttkori sajátosságok és a felnőttnevelés (1988)
- Bevezetés a közművelődési ismeretekbe (Sári Mihállyal, 1992)
- Az andragógiai képzés alakulása a debreceni KLTE BTK-n (1995)
- Társadalmi kihívások és a felnőttnevelés funkciói (1998)
- Társadalom, felnőttnevelés, önnevelés I–II. (1998)
- Andragógia. A felnőttnevelés és közművelődés új útjai (2000)

## Díjai
- Kiváló Népművelő
- Szocialista Kultúráért
- Oktatásügy Kiváló Dolgozója
- Csokonai Vitéz Mihály-díj (Debrecen)
- Munka Érdemrend arany fokozata (1985)
- Bugát Pál-emlékérem (1987)
- A Magyar Köztársasági Érdemrend kiskeresztje (1995)

## Emlékezete
- 2006-ban a Debreceni Egyetem megalapította a Durkó Mátyás Emlékérmet.[5]